# Tríplice Aliança (1717)
A Tríplice Aliança foi um pacto de defesa assinado em 4 de janeiro de 1717 em Haia entre a República Holandesa, a França e o Império Britânico, contra a Espanha Bourbon, em uma tentativa de manter os acordos da Paz de Utrecht de 1713-15. Os três estados estavam preocupados com o fato de a Espanha se tornar uma superpotência na Europa. Como resultado, a militarização ocorreu e causou grandes estragos aos civis. Isso enfureceu a Espanha e outros estados e levou à brinkmanship.

## Antecendentes
A Guerra da Sucessão Espanhola terminou com um compromisso: Filipe V de Bourbon foi reconhecido como rei da Espanha, mas ele e seus descendentes tiveram que renunciar a todas as reivindicações ao trono francês, enquanto o rei francês Luís XIV e seus descendentes tiveram que renunciar a todas as reivindicações ao trono espanhol. Filipe V também teve que ceder a Sicília à Saboia, e os Países Baixos Espanhóis, Milão, Sardenha e Nápoles à Áustria. Filipe ressentiu-se dessas condições e procurou recapturar os territórios perdidos para fortalecer a Espanha no período pós-guerra sem iniciar uma nova grande guerra. Enquanto isso, ele apoiou a conspiração de Cellamare para tomar a regência francesa (exercida por Filipe II, Duque de Orleães sobre o infante rei Luís XV) para si mesmo.
Após as mortes de Luís XIV e da rainha Ana, as relações entre a França e a Grã-Bretanha melhoraram. O novo rei britânico Jorge I e o novo regente francês Filipe de Orleães eram primos, e ambos os regimes enfrentaram ameaças. Orleães estava preocupado que seus inimigos domésticos, particularmente Luís Augusto de Bourbon, Duque do Maine, se aliasse com a Espanha para derrubá-lo, e Jorge I desejava persuadir os franceses a reter o apoio a quaisquer novos golpes jacobitas. 

## Formação
De acordo com Louis de Rouvroy, Duque de Saint-Simon, que se opôs à aliança, o embaixador britânico em Paris, John Dalrymple, 2º Conde de Stair, argumentou que a vantagem de curto prazo para ambos os regimes de uma aliança superava suas diferenças tradicionais. Orleães concordou, assim como seu secretário Guillaume Dubois, o futuro cardeal, juntamente com James Stanhope, 1º Conde de Stanhope, o Secretário de Estado Inglês, que é geralmente considerado como o principal autor da aliança.
A Aliança Anglo-Francesa (1716-1731) foi concluída em 9 ou 10 de outubro de 1716. Demorou vários meses para ser ratificada. Então, em 4 de janeiro de 1717, a República Holandesa concluiu um pacto de defesa com a Grã-Bretanha e a França em Haia, ampliando a aliança bilateral para uma trilateral.

## Conteúdo
Em 4 de janeiro de 1717, Guillaume Dubois e Pierre Antoine de Châteauneuf enviados por Filipe II de Orleães (regente da França durante o período que o rei Luís XV era menor de idade), Guilherme Cadogan representando Jorge I da Grã-Bretanha e as delegações dos Estados Gerais dos Países Baixos, reunidos na cidade de Haia, assinaram o acordo, que incluía como pontos principais os seguintes:
- Ratificação dos acordos alcançados nos Tratado de Utrecht de 1713.
- A França expulsaria Jaime Stuart, pretendente à coroa inglesa, de sua residência em Avignon.
- As Províncias Unidas expulsariam de seu território os partidários de James Stuart, considerados rebeldes pela Inglaterra.
- A França deve demolir o Canal Mardyke, construído após o desmantelamento do porto de Dunquerque acordado no Tratado de Utrecht.
- No caso de um dos países signatários ver seu território invadido por forças de um país estrangeiro ou ter que enfrentar rebeliões internas, os outros dois o ajudariam com ajuda militar. Nesse caso, a França e a Inglaterra contribuiriam com 8 000 soldados de infantaria e 2 000 de cavalaria cada; as Províncias Unidas contribuiriam com 4 000 soldados de infantaria e 1 000 de cavalaria. A pedido do país invadido, essas tropas poderiam ser substituídas por uma força naval equivalente. Este ponto só seria válido nos territórios dos signatários na Europa.

## Consequências
Em 1718, com a adesão do Sacro Império Romano-Germânico através da assinatura do Tratado de Londres, tornou-se a Quádrupla Aliança.